# Флаг Дальневосточной республики
Флаг Дальневосто́чной респу́блики (официальное название — Госуда́рственный флаг Да́льне-Восто́чной Респу́блики) — государственный символ Дальневосточной республики наряду с гербом и гимном «Интернационал», утверждённый постановлением Правительства ДВР от 11 ноября 1920 года во время съезда в Чите.

## Описание
Флаг ДВР представлял собою полотнище (соотношение 2:3) красного цвета, в вольной части которого располагался тёмно-синий прямоугольник (кантон) в половину длины и ширины полотнища с красными литерами «Д. В. Р.», расположенными по концам треугольника.
Согласно постановлению Правительства ДВР:
Флаг двух цветов, красное полотнище, длина которого в полтора раза больше ширины, у древка сверху на половину длины и ширины тёмно-синий четырёхугольник, на котором расположены треугольником красные буквы «Д. В. Р.»
Однако использовался и флаг с уменьшённым тёмно-синим полем и без точек в названии.
Конституция Дальневосточной республики (27 апреля 1921 года) описывала флаг так:
Ст. 181. Утверждается государственный флаг, описание которого следующее: на красном полотнище, длина которого в полтора раза больше ширины, у древка сверху, на половину длины и ширины — тёмно-синий четырёхугольник с расположенными на нём треугольником красными буквами Д. В. Р.

## Цвета флага и их значение
| Цвет  | Красный      | Тёмно-синий |
| ----- | ------------ | ----------- |
| HTML  | #cc0000      | #071b54     |
| RGB   | 204 0 0      | 7 27 84     |
| HSV   | 0 88 80      | 224 34 33   |
| CMYK  | 0 100 100 20 | 92 68 0 67  |
| HSL   | 0 100 40     | 224 85 18   |
| HSLuv | 12 100 43    | 261 92 12   |

- Красный цвет — коммунизм, пролетариат (красный флаг)
- Тёмно-синий цвет — Японское море

## Галерея

Флаг Дальневосточной республики (с точками)
Флаг Дальневосточной республики (без точек)
Красное знамя, используемое в качестве боевого знамени воинских формирований НРА ДВР
Кормовой флаг кораблей, катеров и судов Амурской флотилии НРА ДВР, утверждённый 17 июня 1920 года командующим флотилией В. Я. Канюком[2][3] (аналогичный флаг использовался в РИФ до 1865 года в качестве кормового флага арьергарда)
Кормовой флаг кораблей, катеров и судов Амурской речной флотилии РККФ РСФСР, используемый революционными военморами в 1918 году (на основе данного флага 1 августа 1921 года был утверждён военно-морской флаг ДВР — кормовой флаг кораблей, катеров и судов МС ДВР, отличавшийся наличием белых букв «Д», «В» и «Р» в левом, в верхнем и в правом углах Андреевского креста соответственно)
Гюйс кораблей МС ДВР (с 9 января 1922 года — НРФ ДВР), утверждённый 1 августа 1921 года